# Rezerwat na Jeziorze Zgierzynieckim im. Bolesława Papi
Rezerwat na Jeziorze Zgierzynieckim im. Bolesława Papi – faunistyczny rezerwat przyrody położony w gminie Lwówek, powiecie nowotomyskim (województwo wielkopolskie).
Rezerwat został utworzony zarządzeniem Ministra Leśnictwa i Przemysłu Drzewnego z dnia 21 maja 1974 r. w sprawie uznania za rezerwaty przyrody. Początkowo zajmował powierzchnię 71,43 ha. Od 2013 roku jego powierzchnia liczy 98,65 ha.
Celem ochrony w rezerwacie jest zachowanie siedlisk lęgowych ptaków wodnych i błotnych, charakterystycznych dla płytkich zbiorników wodnych i zbiorowisk szuwarowych. Rezerwat znajduje się w północnej części dorzecza Mogilnicy. Obejmuje płytkie, zarastające jezioro oraz łąki otaczające jego zabagnione brzegi. Występuje tu prawie 140 gatunków ptaków, w tym 60 gatunków ptaków lęgowych, m.in. gęgawa, żuraw, bąk, brzeczka, strumieniówka, podróżniczek, dziwonia, kropiatka, mewa śmieszka. 
Obszar rezerwatu objęty jest ochroną czynną.
Teren rezerwatu pokrywa się z obszarami sieci Natura 2000: „Jezioro Zgierzynieckie” PLB300009 oraz „Ostoja Zgierzyniecka” PLH300007. Od południowego zachodu przylega do niego rezerwat „Wielki Las”.
Patronem rezerwatu jest Bolesław Papi – ornitolog amator, który zginął w Starachowicach podczas zamachu AK na szefa radomskiego gestapo.